# Doctors (soap opera)
Doctors è una soap opera britannica, trasmessa dal 2000 su BBC One e prodotta dalla BBC Bhirmingam. Segue le vicende di alcuni medici del Centro Sanitario di Fiction Mill.

## Trama
La vita quotidiana  del personale di uno studio medico di Birmingham, compresi loro coinvolgimenti spesso drammatici con i loro pazienti.

## Episodi
| Stagione                  | Episodi | Prima TV originale | Prima TV Italiana |
| ------------------------- | ------- | ------------------ | ----------------- |
| Prima stagione            | 41      | 2000               | inedita           |
| Seconda stagione          | 116     | 2000 - 2001        | inedita           |
| Terza stagione            | 129     | 2001 - 2002        | inedita           |
| Quarta stagione           | 60      | 2002               | inedita           |
| Quinta stagione           | 229     | 2003 - 2004        | inedita           |
| Sesta stagione            | 186     | 2004 - 2005        | inedita           |
| Settima stagione          | 185     | 2005 - 2006        | inedita           |
| Ottava stagione           | 185     | 2006 - 2007        | inedita           |
| Nona stagione             | 212     | 2007 - 2008        | inedita           |
| Decima stagione           | 222     | 2008 - 2009        | inedita           |
| Undicesima stagione       | 234     | 2009 - 2010        | inedita           |
| Dodicesima stagione       | 231     | 2010 - 2011        | inedita           |
| Tredicesima stagione      | 230     | 2011 - 2012        | inedita           |
| Quattordicesima stagione  | 221     | 2012 - 2013        | inedita           |
| Quindicesima stagione     | 222     | 2013 - 2014        | inedita           |
| Sedicesima stagione       | 219     | 2014 - 2015        | inedita           |
| Diciassettesima stagione  | 217     | 2015 - 2016        | inedita           |
| Diciottesima stagione     | 187     | 2016 - 2017        | inedita           |
| Diciannovesima stagione   | 289     | 2017 - 2018        | inedita           |
| Ventesima stagione        | 195     | 2018 - 2019        | inedita           |
| Ventunesima stagione      | 176     | 2019, 2020, 2021   | inedita           |
| Ventiduesima stagione     | 141     | 2021 - 2022        | inedita           |
| Ventitreesima stagione    | 147     | 2022 - 2023        | inedita           |
| Ventiquattresima stagione | 232     | 2023- 2024         | inedita           |

## Interpreti e personaggi
- Emma  Reid (stagioni 1-24) Interpretata da Dido Miles.
- Helen Thompson (stagioni 1-7), interpretata da Corrinne Wicks.
- Brendan Mac McGuire (stagioni 1-8), interpretato da Christopher Timothy.
- Rob Hollins (stagioni 1- 24), interpretato da Chris Walker.
- Faith Walker (stagioni 2-8), interpretata da Eva Fontaine.
- Jimmi Clay (stagioni 3 - 24), interpretato da Adrian Lewis Morgan.
- Georgia Woodson (stagioni 5-10), interpretata da Stirling Gallacher.
- Ronnie Woodson (stagioni 5-10), interpretato da Sean Gleeson.
- Daniel Granger (stagioni 6-24), interpretato da Matthew Chambers.
- Zara Carmichael (stagioni 10-24), interpretata da Elisabeth Dermot Walsh.
- Sid Vere (stagioni 11- 24), interpretato da Ashley Taylor-Rhys.
- Ayesha Lee (stagioni 15-21), interpretata da Laura Rollins.